# Оксид стронция
Оксид стронция — одно из бинарных неорганических соединений стронция с кислородом, имеющее формулу SrO. Является основным оксидом.

## Физические свойства
Бесцветные кристаллы с кубической решёткой типа NaCl. Тугоплавкое, термически устойчивое вещество. Обладает летучестью при высоких температурах. С водой реагирует.

## Получение
SrO — промежуточный продукт при получении металлического стронция. Получают прокаливанием карбоната стронция при температуре около 1400 °C:
{\displaystyle {\mathsf {SrCO_{3}\rightarrow SrO+CO_{2}}}}

## Химические свойства
- При прокаливании в токе O2 и повышенном давлении (20-25 МПа) образует пероксид[4]:

{\displaystyle {\mathsf {2SrO+O_{2}\rightarrow 2SrO_{2}}}}
- Активно взаимодействует с водой, образуя гидроксид стронция:

{\displaystyle {\mathsf {SrO+H_{2}O\rightarrow Sr(OH)_{2}}}}
- Уже при комнатной температуре поглощает углекислый газ из воздуха[2]:

{\displaystyle {\mathsf {SrO+CO_{2}\rightarrow SrCO_{3}}}}
- Взаимодействует с разбавленными азотной, соляной и уксусной кислотами, образуя соответствующие соли.
- Восстанавливается до металлического стронция при сплавлении с алюминием в вакууме при 1200 °C:

{\displaystyle {\mathsf {3SrO+2Al\rightarrow 3Sr+Al_{2}O_{3}}}}
Реакция используется в промышленности для получения стронция.

## Применение
Компонент оксидных катодов вакуумных электронных приборов, стекла кинескопов цветных телевизоров (поглощает рентгеновское излучение), эмалей и глазурей, высокотемпературных сверхпроводников, пиротехнических составов.